# Seututie 468
Pour les articles homonymes, voir Route 468.

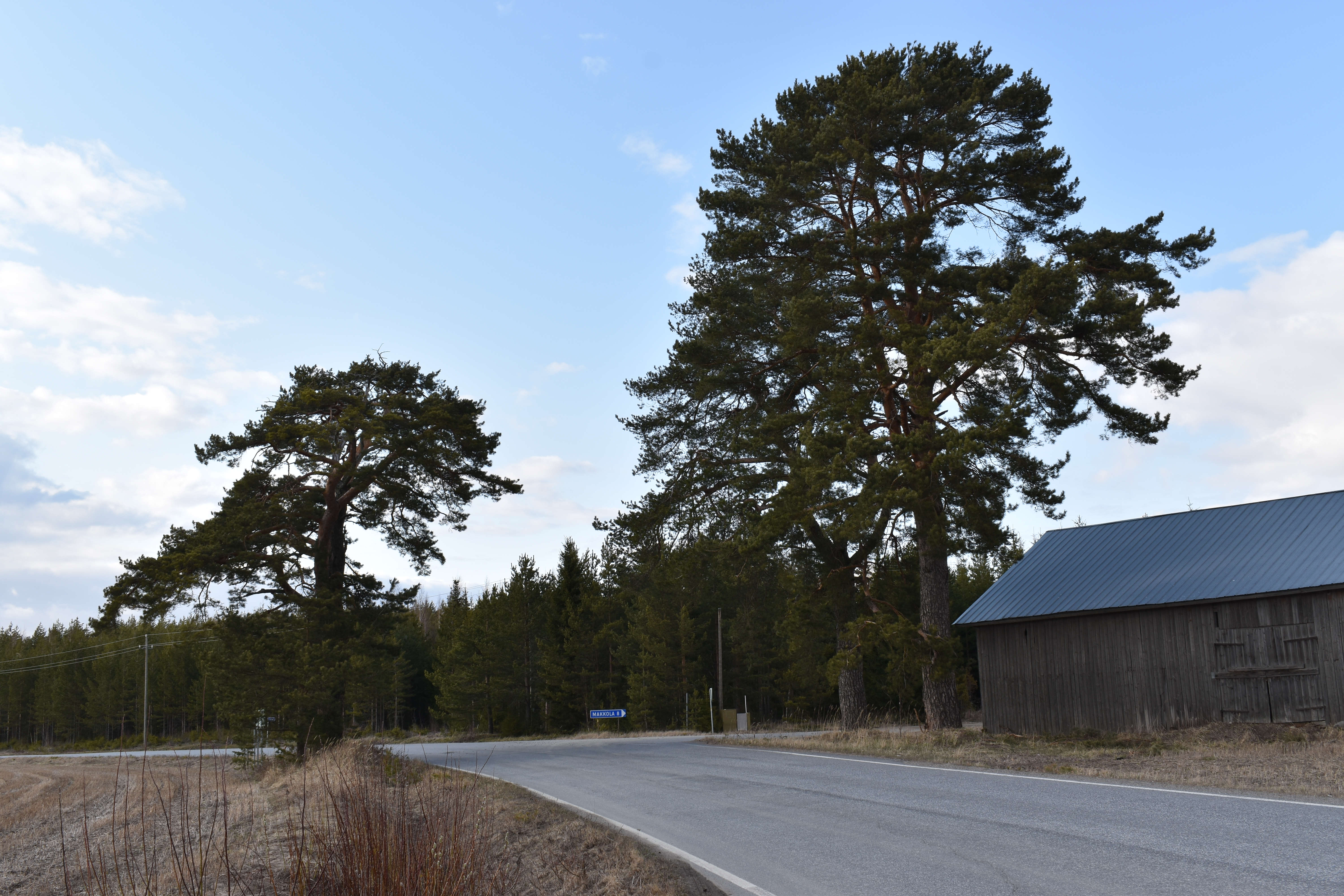
La route régionale 468 à Niittylahti.

La route régionale 468 (finnois : Seututie 468)  est une route régionale allant de Leppävirta jusqu'à Savonlinna en Finlande.

## Description
La route va de Seppamäki dans la commune de Leppävirta jusqu'à Hannolanpello dans la municipalite de Savonlinna. 
Elle traverse les villages de Kangaslammi à Varkaus et Oravi à Savonlinna.
La route régionale 468 part de Leppävirta à la jonction de Sarkamäki de la route nationale 23 et se termine à son croisement à Hannolanpello avec la route régionale 471 à Savonlinna. 
La route régionale 468 est reliée au traversier de Tappuvirta, et elle traverse le canal d'Oravi et le canal d'Haponlahti.
La route régionale 468 longe des sites tels que Rauhalinna, l'ancienne usine de briques de Juvola et les villages Kangaslammi et Oravi.

## Parcours
- Sarkamäki (Valtatie 23)
- Rauhamäki (Yhdystie 4681)
- Kangaslampi (Yhdystie 4684)
- Viljolahti (Yhdystie 4703)
- Juvola (Yhdystie 4711, Yhdystie 15386)
- Haukiniemi (Yhdystie 15390)
- Niittylahti (Yhdystie 15383)
- Hannolanpelto (Seututie 471)